# Página/12
Página/12 è un quotidiano argentino fondato dal giornalista Jorge Lanata e dagli scrittori Osvaldo Soriano e Alberto Elizalde Leal a Buenos Aires nel 1987. È uno dei principali mezzi comunicazione di orientamento kirchnerista.

## Storia
Il nome deriva dal fatto che nelle prime edizioni aveva solamente dodici pagine. Sulle sue colonne scrivono o hanno scritto importanti esponenti della cultura argentina e latinoamericana come Horacio Verbitsky, Tomás Eloy Martínez, Osvaldo Soriano, José María Pasquini Durán, Juan Gelman, Eduardo Galeano, Osvaldo Bayer, Rodrigo Fresán, Alan Pauls, Juan Forn, Eduardo Berti, Ernesto Tenembaum, Homero Alsina Thevenet, José Pablo Feinmann e Juan Sasturain.
Durante le presidenze di Néstor Kirchner e Cristina Fernández de Kirchner mantenne una linea filo-governativa che gli assicurò quasi la metà della pubblicità ufficiale.
Il primo editore fu l'imprenditore Fernando Sokolowicz, che mantenne la proprietà sino al 2016, anno in cui Página/12 fu acquisito dal Gruppo Octubre, un'impresa editoriale creata da Víctor Santa María, presidente del Partito Giustizialista di Buenos Aires.